# 変種第二号
「変種第二号」（へんしゅだいにごう、Second Variety、1953年）は、フィリップ・K・ディックによる短編SF小説である。「人間狩り」という邦題でも翻訳されている。1996年に『スクリーマーズ』として映画化、2009年に続編『スクリーマーズ：ザ・ハンティング』が映画化された（後述）。
舞台はアメリカとソ連の戦争後の世界。戦争初期のソ連の攻勢により劣勢になったアメリカは月基地（ムーン・ベース）に拠点を移す。ソ連の勝利が決定的となりかけた時に、アメリカの技術者は「クロー」と呼ばれるロボットを開発する。クローは地球の地下工場で生産されている。それは自立して行動し、次第に改良され、ソ連軍を圧倒するようになる。

## 映画作品
スクリーマーズ
1996年公開。監督：クリスチャン・デュゲイ。主演：ピーター・ウェラー。
舞台を西暦2068年の惑星シリウス6Bとしている。
スクリーマーズ：ザ・ハンティング
2009年公開。監督：シェルドン・ウィルソン。主演：ジーナ・ホールデン。
前作から13年後を描いた続編。前作同様、惑星シリウス6Bを舞台にした作品で、